# Psolus solidus
Psolus solidus is een zeekomkommer uit de familie Psolidae.
De wetenschappelijke naam van de soort werd in 1987 gepubliceerd door Claude Massin.